# Pherotesia subsimilis
Pherotesia subsimilis är en fjärilsart som beskrevs av Paul Dognin 1912. Pherotesia subsimilis ingår i släktet Pherotesia och familjen mätare. Inga underarter finns listade i Catalogue of Life.